# Белеврен
Белеврен (болг. Белеврен) — село в Болгарии. Находится в Бургасской области, входит в общину Средец. Население составляет 10 человек (2022).

## История
До Илинденского восстания 1903 года село было населено турками, а после — болгарами.

## Политическая ситуация
Белеврен подчиняется непосредственно общине и не имеет своего кмета. Кмет (мэр) общины Средец — Тодор Пройков Станчев (Болгарская социалистическая партия (БСП)) по результатам выборов.
Кметский наместник в селе — Кера Пенева.

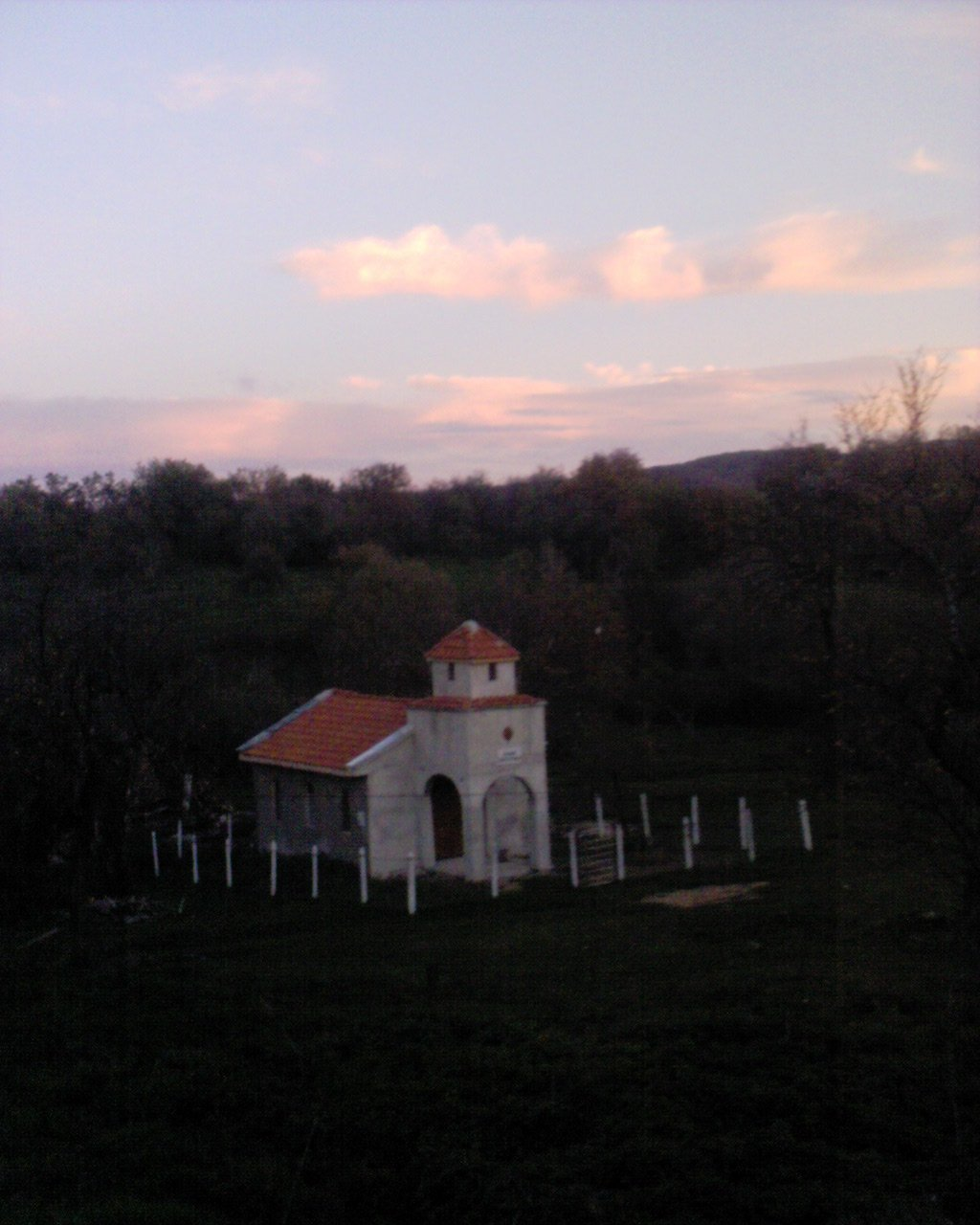
Храм в селе Белеврен